# Jakub (postać biblijna)

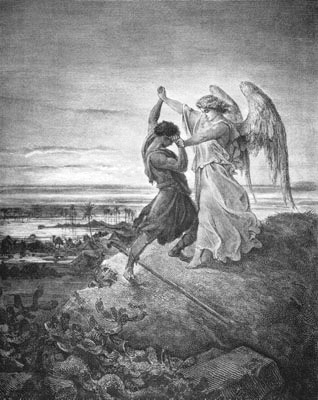
Walka Jakuba z aniołem – Gustave Doré, 1855

Jakub (hebr. ‏יַעֲקֹב‎, Jaʿăqōḇ, Jaʿaqov, arab. ‏يعقوب‎, Jaʿqūb, od aqeb – „pięta”), nazywany też Izraelem (hebr. יִשְׂרָאֵל – Israel „Walczący z Bogiem”) – patriarcha biblijny, którego dzieje przedstawia Księga Rodzaju. 

## Życiorys
Jakub był synem Izaaka i Rebeki (Izaak i Rebeka byli kuzynami – Rebeka była wnuczką Nachora, brata Abrahama będącego ojcem Izaaka), bratem-bliźniakiem Ezawa. Dzieci walczyły ze sobą już w łonie matki, co Jahwe objaśnił jej słowami:
„Dwa narody są w twym łonie, dwa odrębne ludy wyjdą z twych wnętrzności; jeden będzie silniejszy od drugiego, starszy będzie sługą młodszego” (Rdz 25,23).
Biblia określa Jakuba jako człowieka spokojnego, a Ezawa – jako zręcznego myśliwego. Ezaw był faworyzowany przez ojca, a Jakub – przez matkę. Ezaw był pierworodnym, jednak lekceważył ten przywilej i odstąpił go bratu za potrawę z gotowanej soczewicy. Również ojcowskie błogosławieństwo Jakub uzyskuje podstępem od niedowidzącego ze starości Izaaka. Z powodu gniewu brata był zmuszony udać się do Charanu, do brata swojej matki Labana, którego obie córki – Rachelę i Leę – poślubił. 

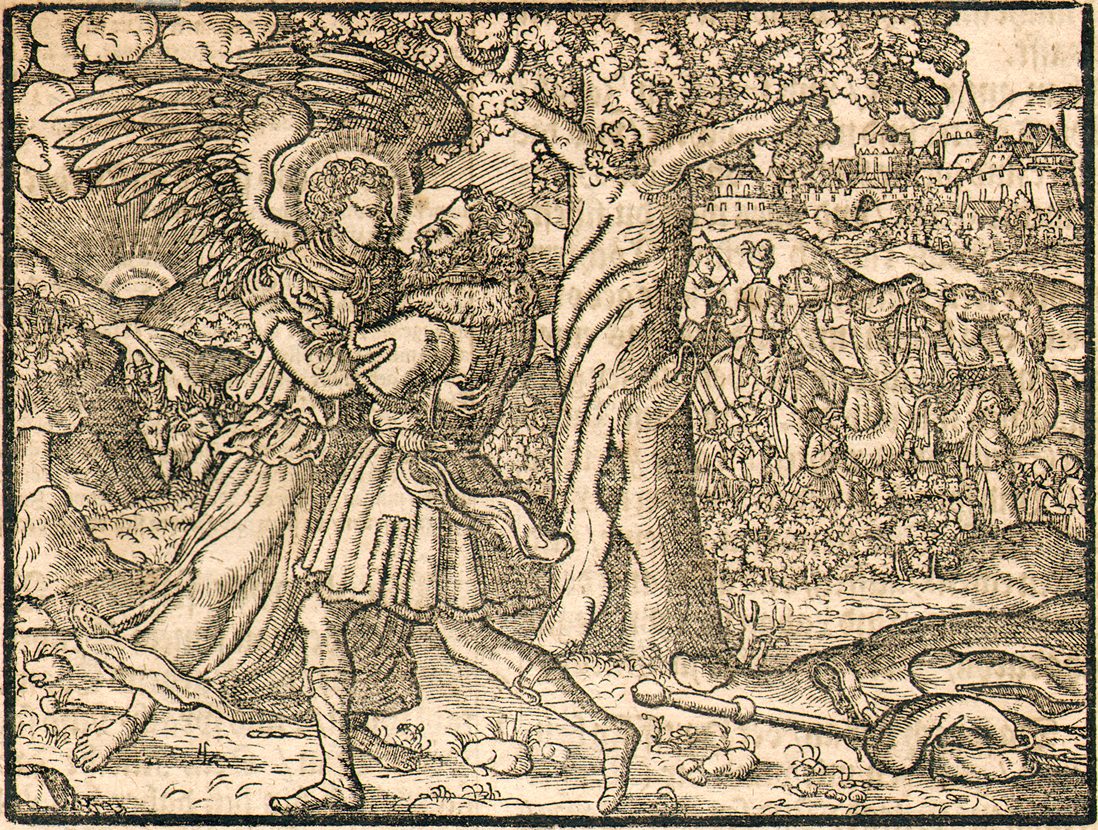
Walka Jakuba z aniołem. Biblia Gutenberga, 1558.

Księga Rodzaju opisuje walkę Jakuba z tajemniczą postacią, która powiedziała: „Odtąd nie będziesz nazywał się Jakub, ale Izrael (ישׂראל), bo walczyłeś z Bogiem i z ludźmi i zwyciężyłeś.” (Rdz 32,29). Józef Flawiusz w Dawnych dziejach Izraela k1 331-334 opisuje powrót Jakuba do brata swego Ezawa, podczas której natknął się on na zjawę i walczył z nią ciężko, odnosząc zwycięstwo. Zwyciężona zjawa przedstawiła się jako Anioł Boży. 
Po 17 latach pobytu w Egipcie zmarł w wieku 147 lat, pochowany został w jaskini Makpela.
Jakub miał dwunastu synów:
- z pierwszą żoną Leą (Jakub i Lea byli stryjecznym rodzeństwem[4]) – Rubena, Symeona (Szymona), Lewiego, Judę, Issachara i Zebulona;
- z drugą, ukochaną żoną Rachelą (Jakub i Rachela byli stryjecznym rodzeństwem[4]) – Józefa i Beniamina;
- z niewolnicą Bilhą – Dana i Naftalego;
- z niewolnicą Zilpą – Gada i Asera.

Ponadto Lea urodziła mu jedyną córkę – Dinę. 
Potomstwo dwunastu synów Jakuba tworzyło dwanaście plemion izraelskich, do których jednak nie zalicza się nieposiadających własnych ziem potomków Lewiego – lewitów, natomiast rozróżniając dwóch synów Józefa – Efraima i Manassesa, którzy zostali przez Jakuba adoptowani.

## Inna interpretacja historyczna
Część badaczy przychyla się do tezy, iż starotestamentowa postać Jakuba jest mitologiczną personifikacją jednego z plemion hebrajskich wkraczających wśród Amorytów do Mezopotamii i Syrii, konkretnie ludu Jakob-el znanego z tabliczek państwa Mari.